# Esmirna (mãe de Adónis)
Esmirna (Σμύρνα) ou Mirra (Μύρρα), na mitologia grega, foi a mãe de Adônis, filho que ela teve com seu próprio pai.

## Família
Existem várias versões sobre quem seriam os pais de Esmirna.
Segundo Pseudo-Apolodoro, seu pai era Thias, rei da Assíria. Antonino Liberal menciona que Thias, pai de Esmirna, era filho de Belo e da ninfa Oreithia. Segundo (Pseudo-)Higino, seu pai era Cíniras, rei da Assíria, e sua mãe Cenchreis. Pseudo-Plutarco, citando como fonte as Metamorfoses de Teodoro, apenas menciona o nome do seu pai como Cíniras. Ovídio, que a chama de Mirra, menciona o nome de sua mãe, Cenchreis, e do seu pai, rei Cíniras, o filho de Pafos, a filha que Pigmalião, rei de Chipre, teve com a estátua animada por Afrodite.

## Paixão
Afrodite fez Esmirna se apaixonar por seu pai, segundo alguns autores, porque sua mãe havia dito que ela era mais bela que a deusa, ou, segundo outros, porque Esmirna não havia honrado Afrodite. Quando seu pai apresentou a ela uma lista de pretendentes, Esmirna disse que desejava um marido igual ao pai, e este, sem entender exatamente o que ela queria dizer, respondeu que esta uma resposta adequada de uma filha que ama o pai.
Esmirna, remoída pela culpa, resolveu se enforcar, mas foi impedida por sua babá. Esta, então, elaborou um plano para que a relação se consumasse: ela disse ao rei que uma jovem, da idade da sua filha, o desejava, e ele aceitou, e a possuiu, sem que ele a visse.
Esmirna frequentou a cama do seu pai por várias noites (doze noites, segundo Pseudo-Apolodoro) e concebeu. O pai, curioso para saber quem era a dama, trouxe uma luz, e descobriu que ele estava dormindo com a própria filha.

## Transformação em árvore
Esmirna fugiu, e foi transformada pelos deuses (ou por Afrodite) na árvore chamada mirra. Dez meses depois, da árvore nasceu Adônis.

## Análise
De acordo com Peter Bayle, o mais provável é que a história toda tenha se passado em Chipre, pois Ovídio não explica como Mirra, a mãe de Adônis, teria saído de Chipre e ido até a Arábia. Além disso, a história de Adônis se passa em Chipre, pois seu corpo morto é encontrado por Vênus na cidade de Argos, em Chipre. Bayle também sugere que Mirra poderia ter usado, para seduzir o pai, o mesmo método das filhas de Ló.